# Carl Zeiss (entreprise)
Pour les articles homonymes, voir Carl Zeiss (homonymie).
Carl Zeiss AG est une entreprise allemande spécialisée en optique de précision et est notamment connue du public pour ses objectifs photographiques haut de gamme. Elle est composée de six divisions : microscopie, semi-conducteurs, métrologie, optronique, chirurgie (instruments et IOL), vision.

## Histoire

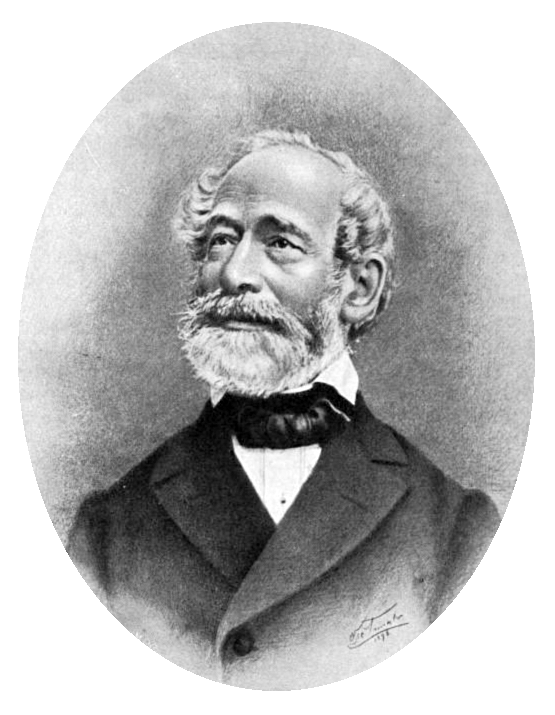
Carl Zeiss

En 1846, Carl Zeiss crée un atelier d'optique et de mécanique de précision dans la ville d'Iéna en Allemagne. Il se lance notamment dans la fabrication de microscopes.
Lors de la Première Guerre mondiale, Zeiss fournit à l'aviation allemande des appareils photographiques et autres capteurs optiques qui permettront aux aviateurs d'effectuer des opérations de reconnaissance contre lignes de front de la Triple-Entente.
Pendant la Seconde Guerre mondiale, la société emploie de nombreux prisonniers de guerre, déportés (du camp de concentration de Flossenbürg) et du service de travail obligatoire (STO).
Après la Seconde Guerre mondiale, une partie du personnel scientifique de la société est transférée dans la zone d'occupation américaine. À l'image du pays, la société Zeiss sera coupée en deux : Carl Zeiss en Allemagne de l'Ouest et VEB Carl Zeiss Jena (entreprise d'État) en Allemagne de l'Est. Les deux entreprises seront réunifiées en 1991.
En 2004, Carl Zeiss est le leader mondial du domaine de l'optique de haute technologie avec un chiffre d'affaires de plus de deux milliards d'euros et 13 700 employés dans le monde.
En 2011, Carl Zeiss est challenger mondial dans les verres ophtalmiques (18 % du marché mondial) derrière le leader mondial Essilor (31 % du marché mondial).

## Galerie

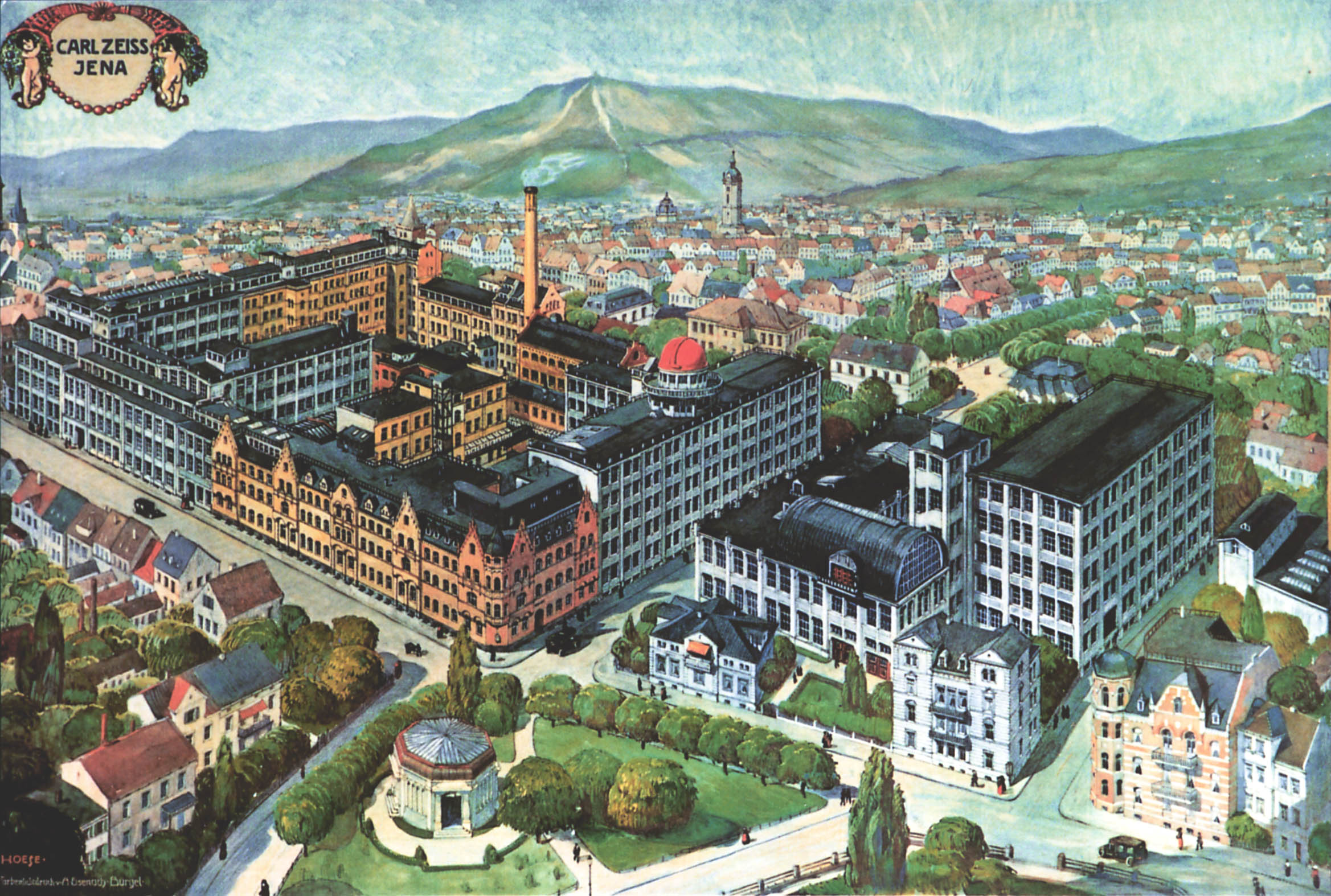
L'usine d'Iéna en 1910 (carte-postale).
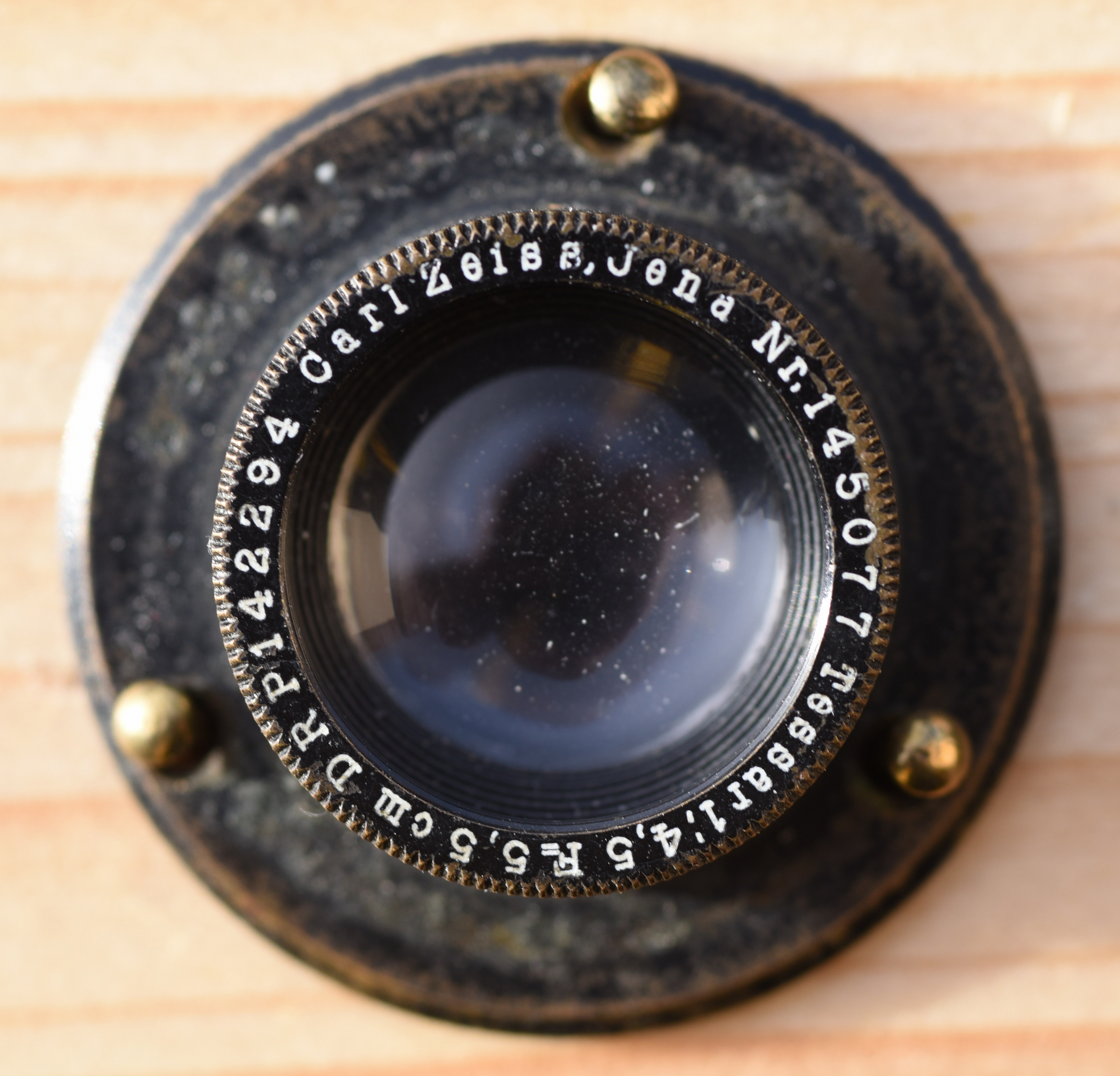
Carl Zeiss (Iéna), objectif Tessar 4,5 F n°145077, 5,5 cm DRP 142294 (antérieur à 1910).
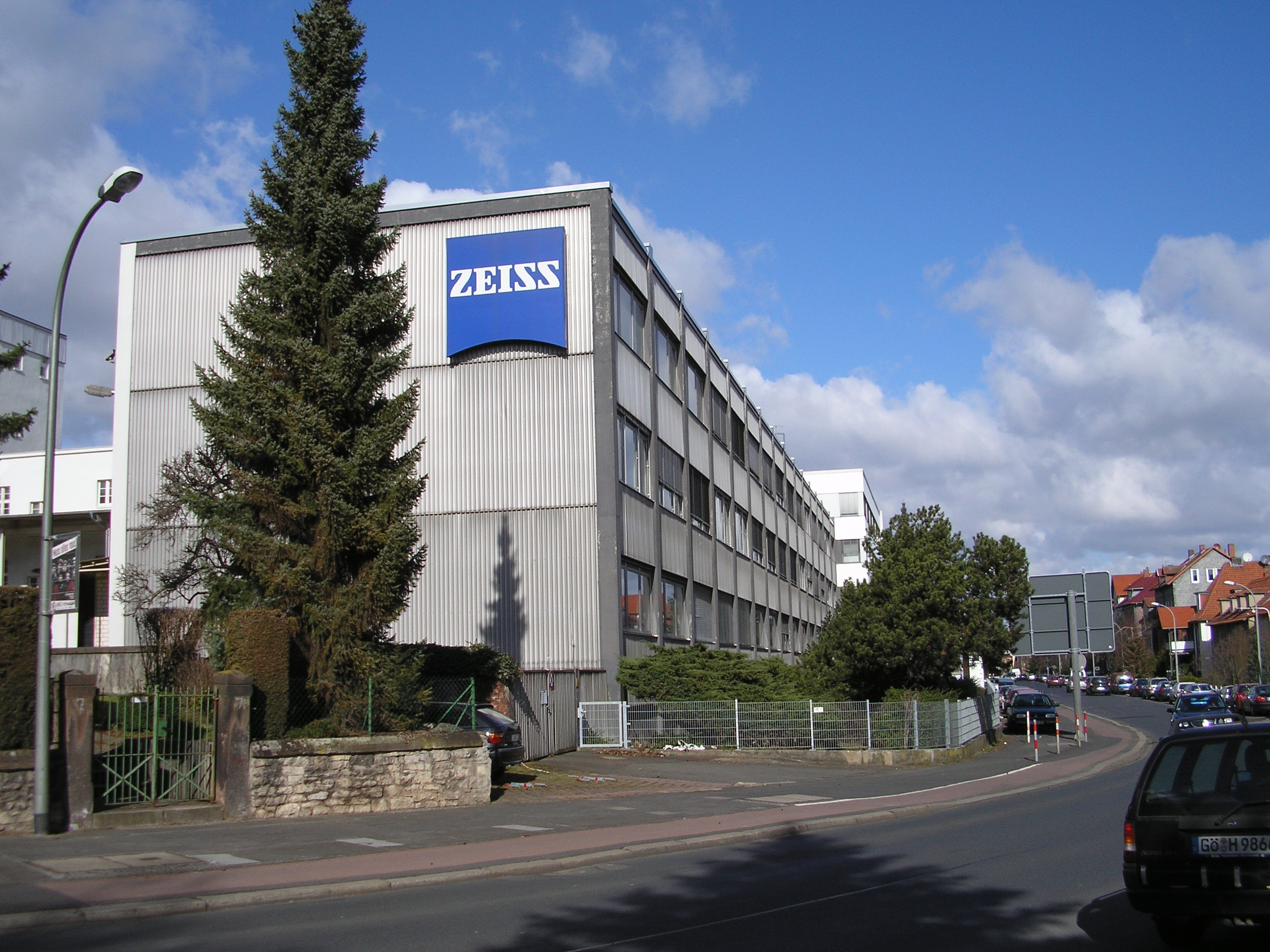
L'usine Zeiss à Göttingen.